# Mónica Frade
Mónica Edith Frade (Quilmes, Argentina; 29 de septiembre de 1958) es una abogada y política argentina del partido Coalición Cívica ARI. Es Diputada de la Nación por Buenos Aires desde 2019.

## Biografía
Frade es abogada egresada de la Universidad Nacional de La Plata. Fue militante del Partido Socialista Auténtico y desde 2017 del partido Coalición Cívica ARI.
En 2019, fue electa Diputada de la Nación por Buenos Aires como parte de la Coalición Cívica ARI. Fue reelecta en 2023 por la coalición Juntos por el Cambio.

## Historial electoral
|  | 1,08 % |

|  | 1,12 % |

|  | 30,75 % |

|  | 37,77 % |

|  | 14,65 % |

|  | 26,53 % |